# Indice dei prezzi al consumo armonizzato per i Paesi membri dell'Unione europea
L'indice dei prezzi al consumo armonizzato per i Paesi membri dell'Unione europea (sigla IPCA) è un indice calcolato dall'ISTAT dal 1997. È stato sviluppato per assicurare una misura dell'inflazione che fosse comparabile a livello europeo; l'indice, riferito alla stessa popolazione ed allo stesso territorio dell'indice nazionale dei prezzi al consumo per l'intera collettività, è però calcolato in relazione ad un paniere di beni e servizi costruito tenendo conto sia delle particolarità di ogni paese sia di regole comuni per la ponderazione dei beni che compongono tale paniere (ad esempio il paniere considerato esclude, sulla base di un accordo comunitario, le lotterie, il lotto e i concorsi pronostici); l'IPCA è stato assunto come indicatore di verifica della convergenza delle economie dei paesi membri dell'UE al fine dell'accesso all'Unione monetaria e della permanenza nella stessa dei paesi aderenti.
Un'importante differenza rispetto agli altri due indici nazionali (NIC e FOI) riguarda inoltre il tipo di prezzo considerato nell'effettuazione del calcolo dell'indice: mentre gli indici nazionali considerano sempre il prezzo pieno di vendita, l'indice europeo (IPCA) fa invece riferimento al prezzo effettivamente pagato dal consumatore; così nel caso, ad esempio, dei medicinali i primi considereranno il prezzo pieno delle confezioni mentre quest'ultimo utilizzerà, nel calcolo, la quota effettivamente a carico del consumatore (il ticket) così come, per gli altri beni e servizi, terrà conto di saldi e promozioni.
Nella seguente tabella sono riportate le variazioni percentuali del mese indicato rispetto allo stesso mese dell'anno precedente e la variazione media annua, con dati a partire dall'anno 2002.
| Anno | gen | feb | mar | apr | mag | giu | lug  | ago | set | ott | nov | dic | Media | Anno |
| 2013 | 2,4 |     |     |     |     |     |      |     |     |     |     |     |       | 2013 |
| 2012 | 3,4 | 3,4 | 3,8 | 3,7 | 3,5 | 3,6 | 3,6  | 3,3 | 3,4 | 2,8 | 2,6 | 2,6 | 3,3   | 2012 |
| 2011 | 1,9 | 2,1 | 2,8 | 2,9 | 3,0 | 3,0 | 2,1  | 2,3 | 3,6 | 3,8 | 3,7 | 3,7 | 2,9   | 2011 |
| 2010 | 1,3 | 1,1 | 1,4 | 1,6 | 1,6 | 1,5 | 1,8  | 1,8 | 1,6 | 2,0 | 1,9 | 2,1 | 1,7   | 2010 |
| 2009 | 1,4 | 1,5 | 1,1 | 1,2 | 0,8 | 0,6 | -0,1 | 0,1 | 0,4 | 0,3 | 0,8 | 1,1 | 0,8   | 2009 |
| 2008 | 3,1 | 3,1 | 3,6 | 3,6 | 3,7 | 4,0 | 4,0  | 4,2 | 3,9 | 3,6 | 2,7 | 2,4 | 3,5   | 2008 |
| 2007 | 1,9 | 2,1 | 2,1 | 1,8 | 1,9 | 1,9 | 1,7  | 1,7 | 1,7 | 2,3 | 2,6 | 2,8 | 2,1   | 2007 |
| 2006 | 2,2 | 2,2 | 2,2 | 2,3 | 2,3 | 2,4 | 2,3  | 2,3 | 2,4 | 1,9 | 2,0 | 2,1 | 2,2   | 2006 |
| 2005 | 2,0 | 2,0 | 2,2 | 2,1 | 2,3 | 2,1 | 2,1  | 2,1 | 2,2 | 2,6 | 2,4 | 2,1 | 2,1   | 2005 |
| 2004 | 2,1 | 2,5 | 2,3 | 2,3 | 2,3 | 2,4 | 2,3  | 2,4 | 2,2 | 2,1 | 2,1 | 2,4 | 2,2   | 2004 |
| 2003 | 2,8 | 2,6 | 2,9 | 3,0 | 2,9 | 2,9 | 2,9  | 2,7 | 2,9 | 2,8 | 2,8 | 2,5 | 2,8   | 2003 |
| 2002 | 2,3 | 2,7 | 2,6 | 2,5 | 2,4 | 2,2 | 2,4  | 2,6 | 2,9 | 2,8 | 2,8 | 2,9 | 2,6   | 2002 |

Fonte:https://web.archive.org/web/20110428022212/http://www.istat.it/prezzi/precon/dati/indici_nazionali_ipca.xls
Fonte:http://dati.istat.it/Index.aspx?DataSetCode=DCSP_IPCA1